# Regne de Sèrbia
El Regne de Sèrbia va ser un estat balcànic que es va crear a partir del Principat de Sèrbia quan, el 23 de març de 1882, el seu governant Milà I va ser proclamat rei. Després de lluitar contra l'Imperi Otomà per a aconseguir la seva independència, també va haver de lluitar contra el Regne de Bulgària. El petit regne va ser ocupat finalment per les Potències Centrals durant la Primera Guerra Mundial i, en acabar aquesta, es va unir al Regne de Montenegro i a l'Estat dels Eslovens, Croats i Serbis per formar el nou Regne dels Serbis, Croats i Eslovens, l'1 de desembre de 1918. Comprenia l'àrea dels actuals estats de Sèrbia i Macedònia del Nord.
L'enfrontament entre Rússia i Àustria-Hongria als Balcans va marcar notablement el desenvolupament del país i la seva política,  que es pot dividir en dos períodes ben diferents. D'una banda, el període austròfil, caracteritzat per la dependència econòmica i política de l'Imperi Austrohongarès i regit per la dinastia Obrenović, que va durar fins al 1903. De l'altra, el segon període està marcat per l'apropament a Rússia, el creixent enfrontament amb Viena i la imposició d'una nova dinastia, la dinastia Karađorđević, que va desenvolupar considerablement el país; però també el va endeutar i, pel seu suport al nacionalisme irredemptista, el va conduir a la Primera Guerra Mundial. Vencedor en aquesta però a un alt preu, el país es va unir posteriorment al Regne de Montenegro i a Vojvodina, territori de majoria eslava del sud de l'Imperi austrohongarès, tots ells dissolts per formar el nou Regne dels Serbis, Croats i Eslovens a la fi de 1918, desapareixent així com nació independent.
Malgrat el seu desenvolupament, que es va accelerar després del sagnant canvi de dinastia el 1903, el país va continuar sent aclaparadorament camperol i l'augment de les despeses burocràtiques i militars va fer augmentar considerablement el deute nacional. La política, corrupta, estava controlada per una elit reduïda i el dret a vot era molt restringit.

## Economia i societat

### Estructura social i econòmica
Amb la derrota dels Estats serbis al segle xiv i la seva inclusió a l'Imperi Otomà, l'antiga noblesa es va extingir o va emigrar. Tanmateix, els pobles van sobreviure com unitats administratives responsables de la recaptació d'impostos per al govern del sultà. El territori esdevingué una zona de pagesos que, al començament del segle xix, s'aixecarien contra el govern durant la Revolució sèrbia (1804 - 1817) contra la dominació d'Istanbul, revolta que més tard conduiria a la independència i a la creació del Principat de Sèrbia.
Les poblacions eren petites i els habitants urbans escassos. De fet, el 1910, el 81,4 % de la població era rural. Belgrad, la capital del regne, tot just tenia 90.000 habitants i la següent ciutat més habitada, Niš, en tenia 25.000. La població va créixer ràpidament a la fi del segle, un 71,3% en 32 anys: el 1878 el país tenia 1,7 milions d'habitants mentre que el 1910 havia arribat als 2,9.
Els pobles van continuar desforestant per ampliar les terres de conreu, però no van aparèixer latifundis notables al segle xix, a diferència d'altres regions. D'altra banda, no es va dur a terme una concentració de capitals. El país va quedar format per petits propietaris agrícoles, bons soldats que veien un interès propi a defensar les seves terres durant les guerres de l'Estat. El ràpid augment de la població i l'absència d'emigració notable van portar a la creixent superpoblació agrícola i a la subdivisió de les finques. A final del segle xix, el 60% de les famílies camperoles no comptaven amb prou terra per al seu manteniment. El creixement de la població va portar també al canvi de la producció agrícola: va augmentar el terreny destinat al cultiu de cereal i es va reduir la cabanya ramadera, especialment la porcina. Durant tot el període, el país va ser aclaparadorament agrari: en el moment de la independència al voltant del 90% de la població era camperola-i el 80%, analfabeta-, el 1914 el 84% de la població es dedicava a les tasques del camp, mentre que el 7%estava emprada en les indústria el 5% en les professions liberals i el funcionariat i el 4% en el comerç. A principis del segle xx, tot just hi havia 4 000 persones dedicades a la indústria.

### Evolució
L'acord comercial del 24 d'abril de 1884 va accentuar la dependència econòmica sèrbia d'Àustria-Hongria. Entre 1884 i 1892 el 87% de les exportacions i el 66% de les importacions sèrbies van provenir del comerç amb aquesta. L'objectiu del Consell de Ministres que va signar l'acord va ser garantir l'accés dels productes serbis al mercat austrohongarès amb aranzels baixos. Els austrohongaresos, en efecte, van aplicar un tipus rebaixat als productes serbis a canvi d'un tracte de nació més afavorida. Àustria-Hongria va intentar orientar l'economia sèrbia cap a la producció agrària i de matèries primeres, evitant el creixement de la indústria lleugera. A canvi, els principals productes agraris serbis (porcs, bous, prunes panses, melmelada de pruna i pells) van rebre un tracte de favor fiscal en l'Imperi. El gra, també una exportació rellevant per a Sèrbia, va rebre uns aranzels favorables. Es va signar un acord veterinari que a la pràctica permetia a l'Imperi paralitzar la importació de bestiar porcí per risc d'epidèmia, dret que els austrohongaresos van utilitzar com a mesura de pressió política. El pacte limitava a més a més els productes que el Govern serbi podia sotmetre a monopoli estatal i els impostos sobre els productes importats.
El 1886 els serbis van ser els primers a infringir l'acord de manera notable però, per motius polítics, els austrohongaresos no van reaccionar.
El 28 de juny de 1892, austrohongaresos i serbis van signar un nou tractat comercial, similar al de 1881. El nou Gabinet Radical va tractar debades de deslliurar-se del control econòmic austrohongarès. Entre 1901 i 1906, Àustria-Hongria va subministrar el 53,35% de les importacions sèrbies i va adquirir el 83, 66% de les seves exportacions. La dependència comercial es convertia en dependència política, per a disgust dels serbis, els austrohongaresos la utilitzaven per pressionar políticament a Belgrad tancant la frontera al bestiar serbi quan els convenia.
Ja el 1902, però, els serbis van tractar de reduir la seva dependència comercial d'Àustria-Hongria, signant un tractat comercial amb l'Imperi Otomà i aplicant mesures que afavorien les exportacions a majors distàncies. El canvi de règim el 1903 va accelerar aquesta tendència. El primer Govern de Pere I va proposar un pla de reorganització total del comerç serbi, buscant nous mercats.
La «Guerra del Porc» va suposar un canvi notable en l'economia sèrbia, diversificant per necessitat els destinataris de les exportacions que anteriorment Àustria-Hongria controlava gairebé totalment. Va créixer més notablement la indústria local per cobrir la demanda de productes que anteriorment subministrava la indústria austrohongaresa i per facilitar l'exportació a llargues distàncies dels productes del camp. Va créixer el comerç amb els països veïns, abans insignificant, i amb altres potències europees, amb les que va signar tractats comercials. Les crisis econòmiques derivades de l'enfrontament amb Àustria-Hongria («Guerra del Porc» i més tard la Crisi bosniana de 1908) van recaure, però, en la pagesia, que va veure temporalment reduïdes les possibilitats de vendre els seus productes a l'estranger i va haver d'acceptar la reducció dels seus ingressos per abaratir els productes, per exportar a majors distàncies. La total manca de crèdit agrícola va dificultar encara més la situació dels camperols.
La industrialització del país va portar a la formació d'una certa classe obrera i de la major diferenciació del camp i la ciutat. En el camp el creixement del nombre de camperols sense terra per una banda, i dels camperols acomodats per altra, fer créixer la tensió social. El procés, però, va ser lent i el 1910 el país comptava únicament amb 16.000 obrers repartits en 470 petites fàbriques.
El procés d'industrialització també es va veure complicat per l'economia, aclaparadorament agrària, com la dels països veïns, i el caràcter extremadament primitiu de l'agricultura. Des de la dècada de 1880, amb l'arribada del gra nord-americà i australià, el gra serbi, com el de les altres nacions de la regió, va deixar de ser competitiu, causant una crisi entre la població camperola, que creixia en nombre. Dels 1,7 milions d'habitants el 1878, el país havia passat els 2,9 el 1910. La manca de millora en els mètodes de producció va portar a l'augment del terreny conreat, desapareixent els grans boscos serbis. Cap 1914 la situació era crítica, havent esgotat la terra a repartir. La manca de crèdit agrícola feia també impossible la millora de la producció dels petits camperols, que treballaven parcel·les cada vegada menors.
Els transports es van desenvolupar lentament a Sèrbia: mentre que els territoris eslaus a Àustria-Hongria tenien ferrocarrils des de 1846, la primera línia fèrria sèrbia no es va construir fins a 1878. Després acords amb Viena i Constantinoble, el 1888 es va acabar el «Exprés d'Orient», més tard nacionalitzat. El 1912 el Govern havia construït altres 400 km de ferrocarril. El 1913 es va crear una companyia estatal de transport fluvial pel Danubi, encara que la majoria d'aquest va seguir controlat per empreses estrangeres.
Durant tot el període va créixer també enormement la despesa governamental, el que va portar al creixent endeutament nacional i l'augment dels impostos sobre la pagesia que ho sufragava. Això va produir un creixent antagonisme entre la ciutat, residència de l'Exèrcit i la burocràcia, vistos com un car luxe per pagesia, i el camp.

## Història
Després 1878, moment en què Sèrbia va aconseguir la independència oficial al Congrés de Berlín, la política del nou regne es va dividir en 2 corrents principals: la dels austròfils i la dels russòfils. Ambdues tenien influències de la política europea del moment i es distingien principalment per la seva orientació en política exterior.
Els primers admiraven la cultura europea occidental i sostenien que el desenvolupament de Sèrbia requeria un acostament a l'Imperi Austrohongarès, que detindria l'avanç rus en els Balcans. Es van agrupar entorn del Partit Progressista i el seu principal representant va ser el rei Milà I de Sèrbia. Aquest corrent favorable a Àustria va predominar en la política sèrbia fins a l'abdicació de Milà el 1889.
Els russòfils es concentraven al Partit Radical i el Partit Liberal. Originalment molt influïts per anarquistes i socialistes russos i teòricament representants dels interessos dels pagesos, els primers es van anar convertint simplement en un partit nacionalista i monàrquic. Defensors del govern constitucional, no van dubtar a aliar-se amb els elements reaccionaris de vegades. Compartien amb els Liberals la preferència per Rússia com a referent exterior i una ideologia paneslava. Seus ideals d'expansió requerien l'ajuda de la gran potència eslava, l'Imperi Rus.

### Període austròfil

#### Política exterior
El rei Milà I de Sèrbia, anterior príncep, va alinear al seu país amb la veïna Àustria-Hongria i debilitar a la dinastia Obrenović pels seus disputes matrimonials.<
El període va començar amb la desil·lusió nacional pels resultats del conflicte de 1875-1878, que havia acabat amb l'ocupació austrohongaresa de Bòsnia i Hercegovina i la pèrdua del suport rus, que havia defensat les ambicions búlgares. El primer ministre Liberal Ristić va haver de sol·licitar l'ajuda d'Àustria-Hongria, que va exigir dures condicions, entre elles la unió duanera: Ristić les va acceptar tot i no estar disposat a complir-les. Quan, després del congrés de Viena, això va quedar clar i Ristić començar a mostrar obertament la seva oposició a les exigències austrohongareses, va ser rellevat per Milan, que necessitava el suport de Viena. Després del seu relleu a l'octubre de 1880, el nou gabinet Progressista va signar un acord comercial el 24 d'abril de 1888 amb els austrohongaresos.